# HBH Holešák Havlíčkův Brod
HBH Holešák Havlíčkův Brod (celým názvem: Havlíčkobrodský hokej Holešák Havlíčkův Brod) byl český klub ledního hokeje, který sídlil v Havlíčkově Brodě ve Východočeském kraji. Založen byl v roce 1984 pod názvem TJ JZD Okrouhlička. V roce 1992 do klubu vstupuje havlíčkobrodský podnikatel Jiří Holešák, který jej přejmenoval na HBH Holešák Havlíčkův Brod. Ve stejném roce klub postupuje do regionální soutěže II. třídy. Zaniká v roce 1998, kdy se klub přestěhoval do patnáct kilometrů vzdálené Chotěboře.
Své domácí zápasy odehrával na zimním stadionu Kotlina s kapacitou 4 000 diváků.

## Historické názvy
Zdroj:
- 1984 – TJ JZD Okrouhlička (Tělovýchovná jednota Jednotné zemědělské družstvo Okrouhlička)
- 1992 – HBH Holešák Havlíčkův Brod (Havlíčkobrodský hokej Holešák Havlíčkův Brod)

## Přehled ligové účasti
Stručný přehled
Zdroj:
- 1995–1998: Východočeský krajský přebor (4. ligová úroveň v České republice)

Jednotlivé ročníky
Zdroj:
Legenda: ZČ - základní část, červené podbarvení - sestup, zelené podbarvení - postup, fialové podbarvení - reorganizace, změna skupiny či soutěže
| Česko (1995 – 1998) |                             |           |          |                                       |          |
| Sezóny              | Soutěž                      | Úroveň    | ZČ       | Play-off, nadstavba, sk. o udržení... | Poznámky |
| 1995/96             | Východočeský krajský přebor | 4. úroveň | 1. místo | Baráž o 2. ligu (prohra)              |          |
| 1996/97             | Východočeský krajský přebor | 4. úroveň | 1. místo | Baráž o 2. ligu (prohra)              |          |
| 1997/98             | Východočeský krajský přebor | 4. úroveň | 2. místo |                                       |          |